# Chopin-Denkmal in Singapur

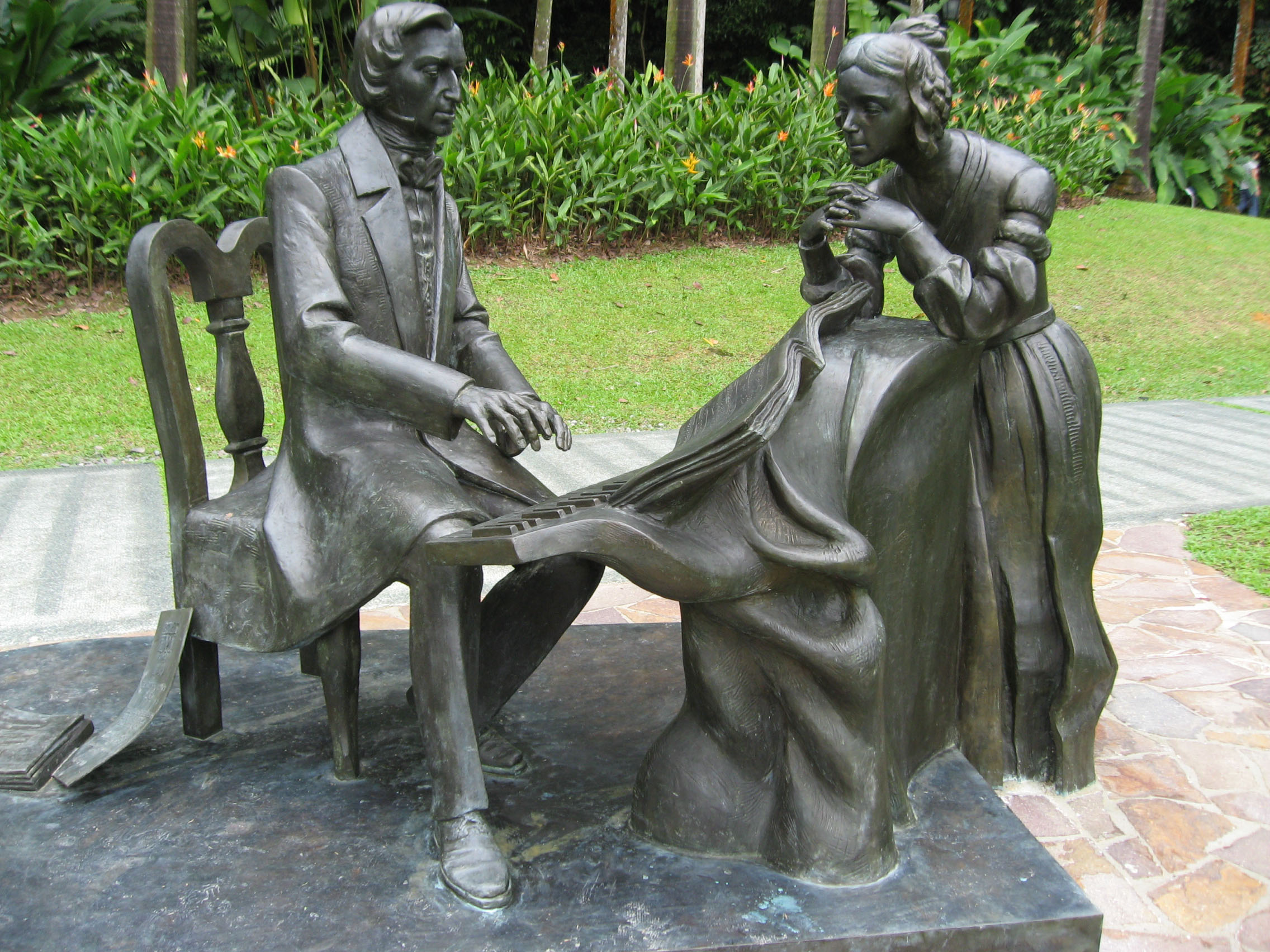
Chopin-Denkmal mit Frédéric Chopin und George Sand im Botanischen Garten von Singapur

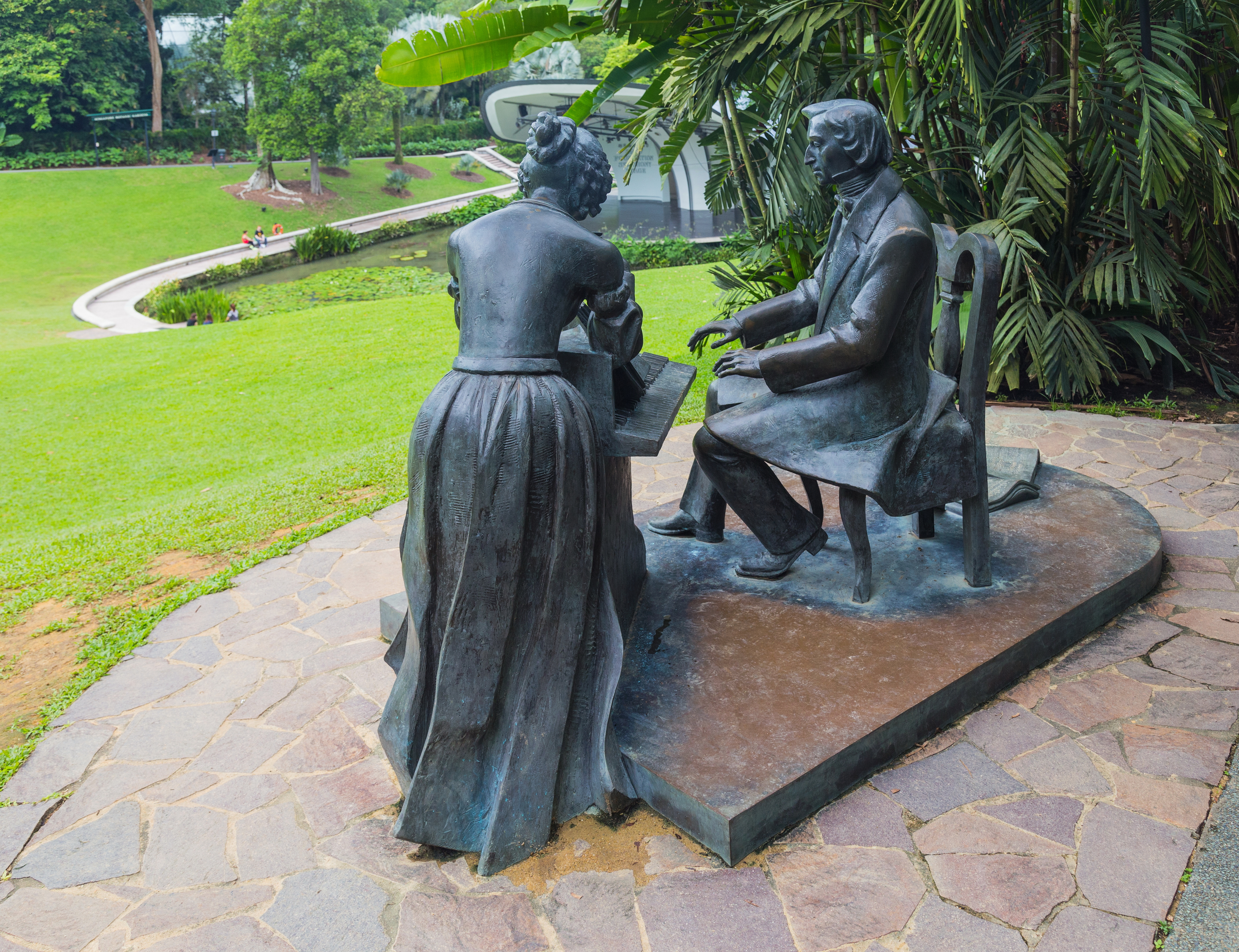
Seitenansicht des Denkmals

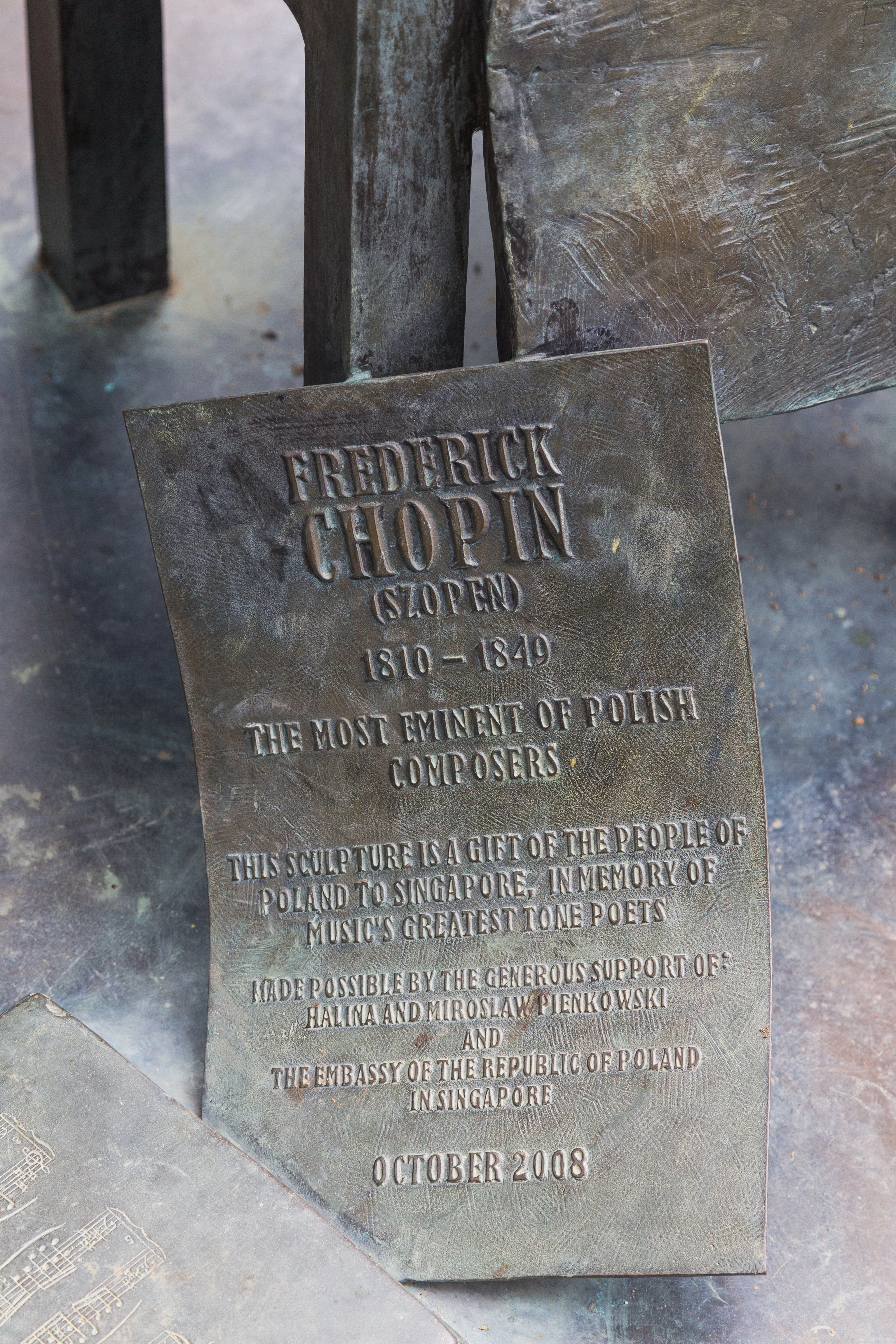
Denkmals-Inschrift

Das Chopin-Denkmal in Singapur ist eine Bronzeskulptur, die dem polnischen Pianisten, Klavierpädagogen und Komponisten Frédéric Chopin (1810–1849) gewidmet ist.

## Geschichte
Die Skulptur wurde von dem polnischen Bildhauer Karol Badyna geschaffen. Er arbeitete ca. ein Jahr an der Skulptur. Die Mäzene Halina und Mirosław Pieńkowski unterstützten das Projekt. Im Jahr 2008 wurde die Skulptur als Geschenk von der polnischen Botschaft in Singapur dem Stadtstaat Singapur übergeben und im Botanischen Garten Singapur aufgestellt. Sie wurde damit zwei Jahre vor der Zweihundertjahrfeier zu Chopins Geburtstag enthüllt. In der Nähe der Chopin-Skulptur, die eine exponierte Stelle im Botanischen Garten erhielt und einen Blick auf Palm Valley sowie die Shaw Foundation Symphony Stage ermöglicht, befinden sich viele weitere Skulpturen.

## Beschreibung
Das Denkmal steht auf gepflasterten Steinplatten auf dem Erdboden. Als Material für die Skulptur wurde Bronze verwendet. Chopin sitzt im Gehrock auf einem Stuhl an einem stilisierten Klavier vor einem aufgeschlagenen Notenheft. Er ist im Begriff, in die Klaviatur zu greifen. Ihm gegenüber bzw. leicht nach links versetzt steht George Sand (Pseudonym und Künstlername von Amantine Aurore Lucile Dupin de Francueil), mit der Chopin eine Liebesbeziehung unterhielt. Sie trägt ein bis zum Boden reichendes langes Kleid, stützt sich mit den Ellenbogen an dem stilisierten Klavier ab, hat die Hände gefaltet und vermittelt den Eindruck, als lausche sie ergriffen Chopins Darbietung.
Die Inschrift in Großbuchstaben, die sich auf einem neben Chopins Stuhl am Boden befindlichen Blatt Papier befindet lautet: „FREDERICK/CHOPIN/(Szopen)/1810–1849/The Most Eminent of Polish/Composers/This Sculpture is a Gift of the People of/Poland to Singapore, in Memory of/Music's Greatest Tone Poets/Made Possible by the Generous Support of:/Halina and Miroslaw Pienkowski/and/the Embassy of/the Republic of Poland/in Singapore/October 2008“ (Der bedeutendste polnische Komponist. Diese Skulptur ist ein Geschenk der Menschen in Polen an Singapur. In Erinnerung an den größten Tondichter, ermöglicht durch die großzügige Unterstützung von: Halina und Miroslaw Pienkowski und die Botschaft der Republik Polen in Singapur, Oktober 2008).